# Tanggung Kramat
Tanggung Kramat is een bestuurslaag in het regentschap Jombang van de provincie Oost-Java, Indonesië. Tanggung Kramat telt 2169 inwoners (volkstelling 2010).